# Gene Barry
Gene Barry (* 14. Juni 1919 als Eugene Klass in New York; † 9. Dezember 2009 in Woodland Hills, Kalifornien) war ein US-amerikanischer Schauspieler.

## Leben
Gene Barry wählte seinen Künstlernamen in Erinnerung an John Barrymore. Er übte Gesang und Violinespielen und verbrachte zwei Jahre an der „Chatham Square School of Music“, um dort ein Gesangsstipendium zu erlangen. 1944 trat er am Broadway auf und wirkte die nachfolgenden Jahre als Theaterschauspieler, ehe er sich auf seine Karriere bei Film und Fernsehen konzentrierte. Erst 1983 trat er wieder am Broadway auf, als er dort in einem Musical mitspielte.
Ab 1950 spielte Barry in Fernsehserien, ehe er 1952 sein Kinodebüt in Die Stadt der tausend Gefahren gab. Einer seiner bekanntesten Filmauftritte erfolgte 1953 in Kampf der Welten als Dr. Clayton Forrester. Über 50 Jahre später hatte Barry auch einen Cameo-Auftritt in Steven Spielbergs 2005 erschienenem Remake des Films, an der Seite von Ann Robinson, die ebenfalls in dem Originalfilm gespielt hatte. Im Verlaufe der 1950er-Jahre folgten für Barry weitere Hauptrollen in B-Filmen, wenngleich der Durchbruch zum Filmstar nicht gelang.
Stattdessen fokussierte Barry sich verstärkt auf Rollen im Fernsehen, so hatte er bereits Mitte der 1950er Jahre eine wiederkehrende Rolle in der Serie Our Miss Brooks. Durch sein Mitwirken in den drei populären Fernsehserien Bat Masterson, The Name of the Game und Amos Burke wurde er zum Fernsehstar. Für seine Rolle in Amos Burke erhielt er 1965 den Golden Globe. 1968 spielte er den Mörder in Mord nach Rezept, dem Pilotfilm der Serie Columbo, und wurde dadurch der erste von Peter Falks Columbo überführte Mörder. 1973 trat er zudem in der Titelrolle der Fernsehserie Gene Bradley in geheimer Mission auf. 1990 hatte er einen Auftritt in zwei Episoden in Paradise – Ein Mann, ein Colt, vier Kinder. Im selben Jahr trat er auch in Der beste Spieler weit und breit – Sein höchster Einsatz auf. Zwischen 1994 und 1995 nahm er noch einmal seine Erfolgsrolle als Polizeikommissar und gleichzeitiger Millionär Amos Burke in einer Neuauflage der 1960er-Jahre auf, die in Deutschland unter dem Titel Burkes Gesetz lief.
Insgesamt umfasst das filmische Schaffen von Barry rund 90 Film- und Fernsehproduktionen bis zum Jahr 2005. Am 22. Oktober 1944 heiratete Gene Barry seine Frau Betty, mit der er bis zu ihrem Tod am 31. Januar 2003 verheiratet war. Das Paar hatte zwei Söhne und adoptierte später noch eine Tochter. Barry starb am 9. Dezember 2009 im Alter von 90 Jahren.

## Filmografie (Auswahl)
- 1950: The Clock (Fernsehserie, Folge 1x41)
- 1952: Die Stadt der tausend Gefahren (The Atomic City)
- 1953: Kampf der Welten (The War of the Worlds)
- 1954: Weißer Tod in Alaska (Alaska Seas)
- 1954: Red Garters
- 1954: Schwaches Alibi (Naked Alibi)
- 1955: Treffpunkt Hongkong (Soldier of Fortune)
- 1955: Die Purpurrote Maske (The Purple Mask)
- 1955–1963: Alfred Hitchcock präsentiert (Alfred Hitchcock Presents, Fernsehserie, 3 Folgen)
- 1955–1956: Our Miss Brooks (Fernsehserie, 11 Folgen)
- 1956: Alarm am Ölturm 3 (The Houston Story)
- 1956: Zurück aus der Ewigkeit (Back from Eternity)
- 1957: China-Legionär (China Gate)
- 1957: Der 27. Tag (The 27th Day)
- 1957: Vierzig Gewehre (Forty Guns)
- 1958: Kilometerstein 375 (Thunder Road)
- 1958–1961: Bat Masterson (Fernsehserie, 108 Folgen)
- 1963–1966: Amos Burke (Burke’s Law, Fernsehserie, 81 Folgen)
- 1967: Marokko 7 (Maroc 7)
- 1968: Columbo: Mord nach Rezept (Prescription: Murder, Fernsehfilm)
- 1968: Istanbul Expreß (Istanbul Express, Fernsehfilm)
- 1968: Ausflucht (Subterfuge)
- 1968–1971: The Name of the Game (Fernsehserie, 41 Folgen)
- 1972–1973: Gene Bradley in geheimer Mission (The Adventurer, Fernsehserie, 26 Folgen)
- 1974: The Second Coming of Suzanne
- 1977, 1981: Drei Engel für Charlie (Charlie’s Angels, Fernsehserie, 2 Folgen)
- 1978–1981: Fantasy Island (Fernsehserie, 3 Folgen)
- 1978–1982: Love Boat (The Love Boat, Fernsehserie, 3 Folgen)
- 1979: Guayana – Kult der Verdammten (Guyana, el crimen del siglo)
- 1983: Sahara
- 1986: Die Fälle des Harry Fox (Crazy like a Fox, Fernsehserie, Folge 2x11)
- 1987: Perry Mason: Die verlorene Liebe (Perry Mason: The Case of the Lost Love, Fernsehfilm)
- 1987: Hotel (Fernsehserie, Folge 5x03)
- 1989: Paradise – Ein Mann, ein Colt, vier Kinder (Paradise, Fernsehserie, Folge 2x01)
- 1989: Mord um Mitternacht (Turn Back the Clock, Fernsehfilm)
- 1989: Mord ist ihr Hobby (Murder, She Wrote, Fernsehserie, Folge 6x09 Eine Million Dollar)
- 1991: Der beste Spieler weit und breit – Sein höchster Einsatz (The Gambler Returns: The Luck of the Draw, Fernsehfilm)
- 1994–1995: Burkes Gesetz (Burke's Law, Fernsehserie, 27 Folgen)
- 2001: These Old Broads (Fernsehfilm)
- 2005: Krieg der Welten (War of the Worlds)